# قانون‌گرایی لیبرال
در سیاست و حقوق، قانون‌گرایی لیبرال (به انگلیسی: liberal legalism)، این باور است که سیاست باید توسط مرزهای قانون اساسی محدود شود. قانون‌گرایی لیبرال را قانون‌گرایی قانونی نیز می‌نامند. مانند آنچه در ایالات متحده و آلمان یافت می‌شود، یا مشروطه‌طلبی سیاسی، که بیش‌تر نمونه‌ای از بریتانیا است. آدام تامکینز محقق بریتانیایی در کتاب قانون اساسی جمهوری‌خواه ما استدلال می‌کند که سیستم حکومتی بریتانیا، که در آن پارلمان وزرای دولت را کنترل می‌کند، نسبت به سیستمی مانند ایالات متحده، که در آن دادگاه‌ها و قوانین برای بررسی قدرت اجرایی استفاده می‌شوند، دارای قدرت اجرایی بهتری است.
لافلین استدلال می‌کند که هدف لیبرالیسم حقوقی این است که «سیاست را ملبس به لباس قانون کند». تامکینز استدلال می‌کند که دادگاه‌ها و قانون اساسی کنترل ضعیفی بر قدرت اجرایی یا مقننه دارند، زیرا آن‌ها باید منتظر بمانند تا تصمیمات دادگاه از دادگاه‌های کوچک‌تر صادر شوند. از آن‌جایی که این فرایند ممکن است سال‌ها و حتی دهه‌ها طول بکشد، دادگاه معمولاً کند عمل می‌کند. تامکینز سیستم پارلمانی مانند بریتانیا را شکلی «مناسب‌تر و مؤثرتر» برای مهار دولت‌ها می‌داند و نقص‌هایی را در سیستم نظارت بر قدرت اجرایی دادگاه‌ها در آمریکا می‌بیند.
مخالفان قانون‌گرایی لیبرال معمولاً نمونه‌هایی از نادیده‌گرفتن یا غلبه بر محدودیت‌های قانونی را برای منافع سیاسی از سوی مدیران اجرایی ذکر می‌کنند، مانند رؤسای جمهور جرج دبلیو بوش و باراک اوباما که قطعنامه اختیارات جنگ را نادیده گرفتند.